# Хум (Воћин)
Хум је насељено мјесто у саставу општине Воћин, у сјеверној Славонији, Вировитичко-подравска жупанија, Република Хрватска.

## Географија
Хум се налази око 10 км сјеверно од Воћина.

## Историја
До територијалне реорганизације у Хрватској насеље се налазило у саставу бивше општине Подравска Слатина.

## Становништво
Хум је према попису из 2011. године имао 90 становника.
| Националност       | 1991. | 1981. | 1971. | 1961. |
| Срби               | 127   | 139   | 220   | 290   |
| Хрвати             | 84    | 65    | 148   | 96    |
| Југословени        | 32    | 67    | 1     |       |
| остали и непознато |       |       | 2     | 11    |
| Укупно             | 243   | 271   | 371   | 397   |

| Демографија | Демографија | Демографија |
| Година      | Становника  | Становника  |
| ----------- | ----------- | ----------- |
| 1961.       | 397         |             |
| 1971.       | 371         |             |
| 1981.       | 271         |             |
| 1991.       | 243         |             |
| 2001.       | 98          |             |
| 2011.       |             | 90          |

## Попис 1991.
На попису становништва 1991. године, насељено место Хум је имало 243 становника, следећег националног састава:
| Попис 1991.‍ | Попис 1991.‍ | Попис 1991.‍ | Попис 1991.‍ | Попис 1991.‍ |
| ----------- | ----------- | ----------- | ----------- | ----------- |
|             |             |             |             |             |
| Срби        | Срби        |             | 127         | 52,26%      |
| Хрвати      | Хрвати      |             | 84          | 34,56%      |
| Југословени | Југословени |             | 32          | 13,16%      |
| укупно: 243 |             |             |             |             |